# Papilrussula
De papilrussula (Russula caerulea) is een schimmel uit de familie Russulaceae. Deze schimmel vormt ectomycorrhiza. Hij komt voor bij dennen in naaldbossen op droge of vochtige voedselarme zandbodem.

## Kenmerken

### Uiterlijke kenmerken
Hoed
De hoed heeft een diameter van 3 tot 8 cm. Kenmerkend is de altijd uitgesproken, vaak speenvormige bult. Het oppervlak is glad, soms ook wat radiaal gerimpeld en gekleurd van violet tot leiblauw en paars tot bruinviolet. Soms is de hoed ook geelbruin te zien. Het midden van de hoed is meestal donkerder tot bijna zwartviolet van kleur. Bij jong en bij vochtig weer is de hoedenhuid wat plakkerig en zeer glanzend, maar zelfs als hij droog is heeft hij nog een zijdeachtige glans. Het kan minstens een derde tot ongeveer de helft worden verwijderd. De rand van de hoed is scherp en glad, soms ook zwak en breed gegroefd.
Lamellen
De lamellen zijn aanvankelijk dicht opeengepakt.De kleur is als jong zijn witachtig tot crèmegeel. Als ze rijp zijn, worden ze steeds okergeel. Ze zijn niet of zeer zelden gevorkt hun randen zijn glad.
Steel
De steel is cilindrisch tot licht clavaat. Hij is 5–8 cm lang en 1-2 (2,5) cm breed. De steel is aanvankelijk vol, maar al snel sponsachtige. Het oppervlak is net-geaderd en wit en mat als ze jong zijn. Later kan de steel geelachtige tot okerkleurige vlekken krijgen, vooral naar de basis toe.
Geur en smaak
Het vruchtvlees is wit, ruikt licht fruitig en smaakt mild, maar de hoedhuid is duidelijk bitter. Het vruchtvlees van de hoed wordt oranjerood met ijzersulfaat en groen met guaiac. Het vlees reageert frambozenrood met sulfovanilline.
Sporenprint
De sporenprint is okergeel (IV b volgens Romagnesi).

### Microscopische kenmerken
De afgeronde tot elliptische sporen meten 7,0-9,2 × 5,9-8,0 µm. De Q-waarde (verhouding tussen lengte en breedte van de sporen) is 1,1 tot 1,3. Het sporenornament bestaat uit talrijke, stekelige wratten, die vaak min of meer duidelijk met elkaar verbonden zijn door fijne ribben, zodat het bijna zebratisch tot onderbroken netachtig lijkt. De wratten zijn tot 1,3 µm hoog.
De basidia zijn 4-sporig, knotsachtig en meten 35-55 × 10-13 µm. Naast de basidia zijn er talrijke cystidia in het hymenium, die allemaal niet of slechts zwak kunnen worden gekleurd met sulfobenzaldehyde-reagentia. De cheilocystidia zijn spoelvormig, bovenaan vernauwd of hebben een aanhangsel. Ze meten 50-85 × 6-9 µm, terwijl de gelijkaardige pleurocystidia stomp zijn boven, taps toelopend of met een kleine top, en 43-115 µm lang en 6-14 µm breed zijn.
De deklaag bestaat uit slanke, septate en soms naar boven taps toelopende, 2-3 µm brede haren die een roodviolet, aanvankelijk opgelost, later korrelig pigment bevatten. Pileocystidia komen niet voor.

## Verspreiding

Europees verspreidingsgebied

De papilrussula komt veel voor in de gematigde streken van Europa, Noord-Amerika en Azië. Kleine populaties werden voor het eerst ontdekt in Zuid-Afrika in 1987, waarschijnlijk is de soort daar geïntroduceerd
In Nederland komt de papilrussula algemeen voor en is hij niet bedreigd .

## Taxonomie
Voor het eerst beschreven door mycoloog Christiaan Hendrik Persoon in Synopsis methodica fungorum uit 1801 als Agaricus caeruleus. De soortaanduiding caeruleus betekent "blauw". De soort werd in 1838 geplaatst in Russula door Elias Magnus Fries. De naam Russula amara uit 1927 door Kučera is een synoniem.